# Nhà máy đường cổ Koloa
Nhà máy đường cổ Koloa là một phần của đồn điền trồng mía công nghiệp thành công về mặt thương mại đầu tiên ở Hawaii, mà được Ladd & Company thành lập tại Koloa trên đảo Kauai năm 1835. Đây là sự khởi đầu của những gì sẽ trở thành ngành công nghiệp lớn nhất của Hawaii. Tòa nhà này được chỉ định là Di tích lịch sử quốc gia vào ngày 29 tháng 12 năm 1962. Một ống khói đá và nền móng vẫn còn được giữ nguyên từ năm 1840.

## Lịch sử
Mặc dù cây mía đã được người Hawaii cổ đại nuôi trên những mảnh đất cá nhân nhỏ, đây là sản phẩm thương mại quy mô lớn đầu tiên ở Hawaii. Joseph Goodrich của nhiệm vụ Hilo và Samuel Ruggles của Kona Mission đã thử nghiệm sử dụng nông nghiệp để hỗ trợ các nhiệm vụ của họ cũng như tạo việc làm cho sinh viên của mình. Sau khi không thành công để thuyết phục Rev. Goodrich, Hooper chuyển đến vùng đất này để làm người quản lý, mặc dù ông không được đào tạo về kỹ thuật cũng như nông nghiệp.
Đồn điền được thành lập ở đây do độ phì nhiêu của đất, gần một cảng tốt và vị trí gần hồ Maulili cho phép họ sử dụng thác nước để có năng lượng xử lý. Hợp đồng thuê đất đầu tiên này không dễ dàng có được và các kết nối với các nhà truyền giáo đã đóng một phần lớn trong việc mua lại vùng đất. Mật mía trước đây cuối cùng sẽ được chưng cất thành rượu rum, thứ mà các nhà truyền giáo bảo thủ không ngừng chiến đấu.
Những người sáng lập Ladd &amp; Co. là William Ladd (1807 Tiết1863), Peter A. BrinsADE (1804-1859) và William Northey Hooper (1809-1878). Thổ dân Hawaii chống lại việc cho thuê đất và ban đầu cấm bán đất đai cho các nhà quản lý đồn điền. Hai nhóm này cuối cùng đã hợp tác với quan hệ đối tác không thoải mái dẫn đến nhiều xung đột khi thời gian tiến triển.
Mặc dù 980 mẫu Anh (400 ha)  được cho thuê từ vua Kamehameha III, chỉ 12 mẫu Anh (4,9 ha)  được trồng vào tháng 9 năm 1835. Một nhà máy nhỏ chạy bằng nước từ hồ Maulili đã sản xuất một lượng mật rỉ đường nhỏ vào năm 1836. Các con lăn bằng gỗ trong nhà máy nhanh chóng bị hao mòn, vì vậy đã được thay thế bằng những con lăn sắt để tăng sản lượng. Đến năm 1837, nhà máy đã sản xuất hơn 4.000 pound (1.800 kg) đường và 700 galông Mỹ (2.600 l) mật rỉ. Một nhà máy tiếp theo, có ống khói và nền đất vẫn còn lại cho đến ngày nay, được xây dựng từ năm 1839 đến 1841 trên suối Waihohonu. Chi phí xây dựng của nó có giá gần 16.000 đô la Mỹ.